# Championnat d'Irlande de football 1936-1937
Navigation
Édition précédente Édition suivante
Le Championnat d'Irlande de football 1936-1937 est la seizième édition du championnat d'Irlande de football. Il est remporté par Sligo Rovers. 

## Les 12 clubs participants
- Bohemian Football Club
- Bray Unknowns Football Club
- Brideville Football Club
- Cork Football Club
- Dolphin Football Club
- Drumcondra Football Club
- Dundalk Football Club
- Saint James's Gate Football Club
- Shamrock Rovers Football Club
- Shelbourne Football Club
- Sligo Rovers Football Club
- Waterford United Football Club

## Classement
| Rang | Équipe                           | Pts | J  | G  | N | P  | Bp | Bc | Diff |
| ---- | -------------------------------- | --- | -- | -- | - | -- | -- | -- | ---- |
| 1    | Sligo Rovers Football Club       | 34  | 22 | 16 | 2 | 4  | 68 | 30 | +38  |
| 2    | Dundalk Football Club            | 24  | 22 | 10 | 4 | 8  | 41 | 34 | +7   |
| 3    | Waterford United Football Club   | 24  | 22 | 12 | 0 | 10 | 59 | 49 | +10  |
| 4    | Bray Unknowns Football Club      | 24  | 22 | 10 | 4 | 8  | 30 | 39 | -9   |
| 5    | Saint James's Gate Football Club | 23  | 22 | 9  | 5 | 8  | 63 | 43 | +20  |
| 6    | Drumcondra Football Club         | 23  | 22 | 10 | 3 | 9  | 41 | 47 | -6   |
| 7    | Bohemian Football Club T         | 22  | 22 | 10 | 2 | 10 | 54 | 56 | -2   |
| 8    | Shelbourne Football Club P       | 21  | 22 | 9  | 3 | 10 | 53 | 48 | +5   |
| 9    | Shamrock Rovers                  | 19  | 22 | 8  | 3 | 11 | 46 | 55 | -9   |
| 10   | Dolphin Football Club            | 18  | 22 | 7  | 4 | 11 | 33 | 59 | -26  |
| 11   | Cork Football Club               | 17  | 22 | 7  | 3 | 12 | 51 | 60 | -9   |
| 12   | Brideville Football Club         | 15  | 22 | 6  | 3 | 13 | 32 | 51 | -19  |

| Légende | Légende                                                                     |
| ------- | --------------------------------------------------------------------------- |
|         | Champion d'Irlande                                                          |
|         | relégation en deuxième division                                             |
|         | T : Tenant du titre P : Promu C : Vainqueur de la Coupe d'Irlande 1936-1937 |

## Source
- (en) Alex Graham, Football in the Republic of Ireland : a Statistical Record 1921–2005, Soccer Books Ltd, novembre 2005, 142 p. (ISBN 978-1862231351).